# Noel Gallagher's High Flying Birds (album)
Noel Gallagher's High Flying Birds fra 2011 er et album af det engelsk rockband og Noel Gallagher-soloprojekt Noel Gallagher's High Flying Birds. Albummet er projektets debutalbum.
Der blev udgivet flere singler fra albummet, herunder "The Death of You and Me", "If I Had a Gun...", "AKA... What a Life!", "Dream On", samt "Everybody's on the Run".

## Numre
1. "Everybody's on the Run"
2. "Dream On"
3. "If I Had a Gun..."
4. "The Death of You and Me"
5. "(I Wanna Live in a Dream in My) Record Machine"
6. "AKA... What a Life!"
7. "Soldier Boys and Jesus Freaks"
8. "AKA... Broken Arrow"
9. "(Stranded on) The Wrong Beach"
10. "Stop the Clocks"

### Diverse bonusnumre fra andre album-versioner
1. "A Simple Game of Genius"
2. "The Good Rebel"
3. "Alone on the Rope"
4. "Let the Lord Shine a Light on Me"
5. "Shoot a Hole into the Sun"